# Sydlig sjöelefant
Sydlig sjöelefant eller sydlig elefantsäl (Mirounga leonina) är en av två arter i släktet sjöelefanter inom familjen öronlösa sälar (Phocidae). Den lever i havet kring Antarktis och bildar under parningstiden stora kolonier på öar och sydliga kustlinjer. Hannar kan väga fyra ton medan honor bara blir 800 kg tunga. Sälen jagades tidigare i större utsträckning och den håller nu på att återhämta sig vid flera lokaler.

## Utseende

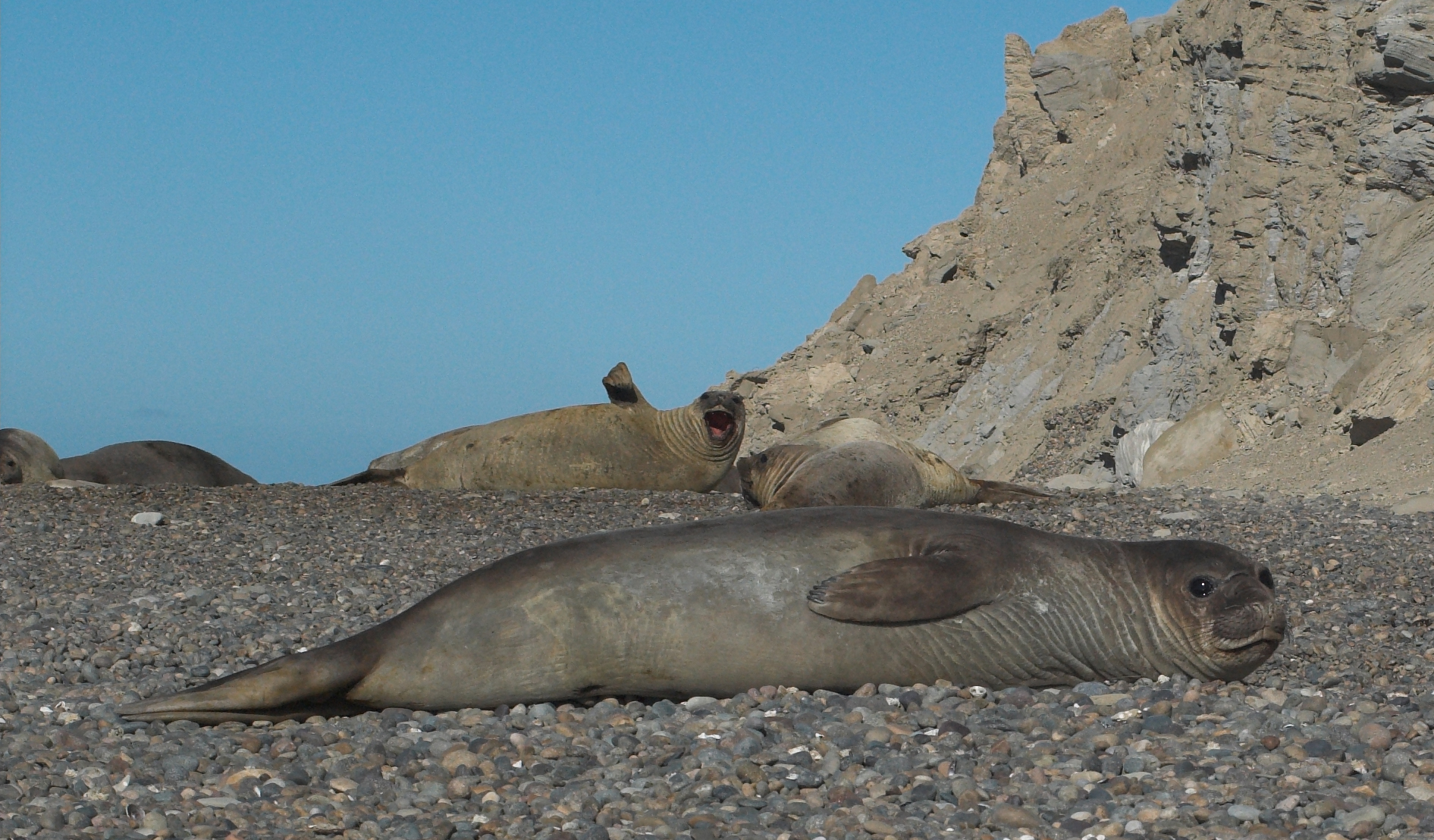
Honor av sydlig sjöelefant.

Hannarna av arten är de största sälarna i världen och samtidigt de största nu levande medlemmarna av ordningen rovdjur (Carnivora). Deras kroppslängd kan ibland vara något över 8 meter och vikten går upp till 4 000 kg. Individerna når sin maximala vikt under den antarktiska våren när de kommer fram till kolonins parningsplats. Honorna är med en kroppslängd upp till 4 meter och en genomsnittlig vikt på 800 kg betydligt mindre än hannarna. Vikten varierar mycket under året. Till exempel kan honorna tappa hälften av sin vikt i loppet av 25 dagar när de diar ungen.
Hannar har en stor uppblåsbar nos som liknar en snabel. Med nosens hjälp förstärks lätet under kommunikationen och en stor snabel visar dominans gentemot andra hannar. Sydlig sjöelefant är större än nordlig sjöelefant och hos den sydliga arten är storleksskillnaden mellan hannar och honor större. Snabeln är däremot i förhållande till övriga kroppen mindre. Den framskjuter bara 10 cm från ansiktet.
Angående den allmänna kroppsbyggnaden är den sydliga sjöelefanten en typisk medlem av familjen öronlösa sälar. De främre extremiteterna är omvandlade till korta fenor som används för att styra och stabilisera när djuret simmar. Individerna drivs fram med de kraftiga stjärtfenorna. Kroppen är täckt med korta styva hår. Efter pälsbytet har håren en mörkbrun till mörkgrå färg och sedan bleknar dem.

## Utbredning och habitat
Den sydliga sjöelefanten förekommer vid kuster och öar kring Antarktis och vistas största delen av livet i havet. De största populationerna har sina parnings- och viloplatser på öar och kuster norr om packisbältet men arten förekommer även vid Antarktis stränder. Utanför parningstiden vandrar några individer norrut till Sydafrika, Australien, Nya Zeeland och Patagonien.
Under parningstiden bildas stora kolonier. De största kolonierna förekommer på Sydgeorgien i södra Atlanten. Andra stora kolonier finns på Macquarieön, på Heard- och McDonaldöarna, på ögruppen Kerguelen och på Valdeshalvön vid Sydamerikas södra spets. I Antarktis iakttas de med jämna mellanrum vid Vestfoldbergen.

## Ekologi

### Föda
Liksom den nordliga sjöelefanten upptar arten ingen föda under parningstiden och när den uppfostrar sina ungar. Den jagar i havet och tar byten som bläckfiskar, kräftdjur, benfiskar och broskfiskar som till exempel mindre hajar och rockor.

### Fortplantning

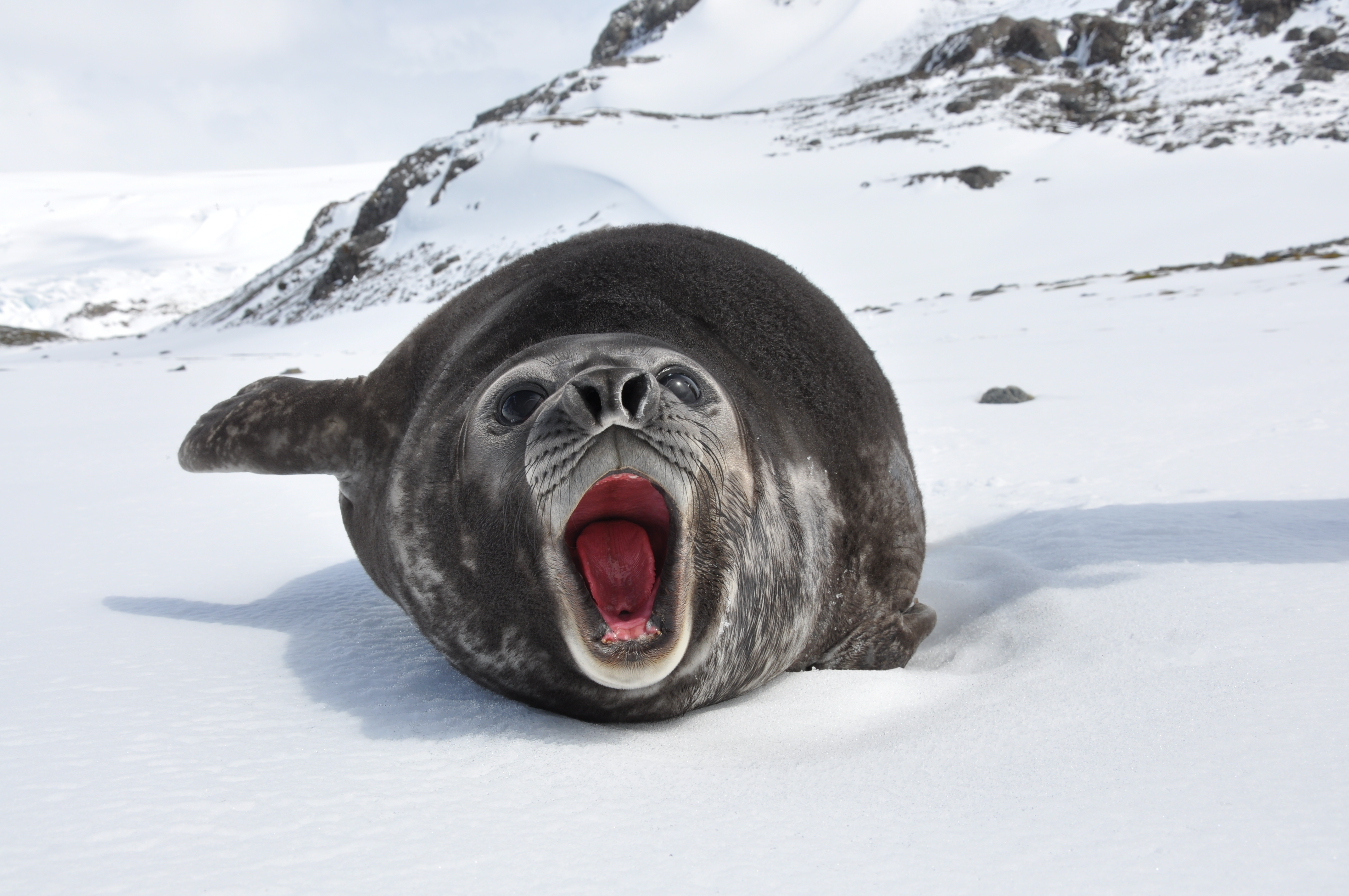
Ungdjur

Parningen och ungarnas uppfostring sker i stora kolonier på land. Parningstiden sträcker sig från augusti till november (antarktiska våren). Hannarna kommer först till platsen och strider om en bra position i kolonin. Dominanta hannar upptar sedan ett större revir i kolonins centrum medan underlägsna hannar blir undanträngda till kolonins kanter. När honorna anländer kommer de att hamna inom någon hannes revir och därmed tillhöra haremet. Ibland byter honor oavsiktligt harem när de vandrar längs stranden. En alfahanne kan ha upp till 60 honor i sitt harem.
Honorna är dräktiga sedan fjolårets parning och föder sina ungar fem till sju dagar efter ankomsten. Allmänt föds bara en unge per kull. Tvillingar förekommer sällan och i dessa fall dör vanligen den svagare ungen. Ungen eller ungarna får dia i cirka 23 dagar, längre ifall modern har tillräckliga näringsreserver. Modern äter inget eller bara litet under digivningsperioden och minskar betydligt i vikt.
Parningen sker i slutet av digivningsperioden. Vid kopulationen lägger hannen en bröstfena på honan och biter i honans nacke. Det befruktade ägget vilar ungefär tre månader och så innan den egentliga dräktigheten om cirka åtta månader påbörjas. Efter parningstiden lämnar de könsmogna individerna kolonin. Ungdjur stannar vanligen ett tag till innan de i mindre grupper tar sig ut till havs.
Honor blir oftast könsmogna efter tre år och efter sex år föder de varje år en unge. Hannar når könsmognaden efter 5 till 6 år men först efter 10 till 12 år kan de etablera ett harem och fortplanta sig. Hannar blir vanligen upp till 14 år gamla och för honor är den genomsnittliga livslängden 21 år.

### Naturliga fiender och parasiter

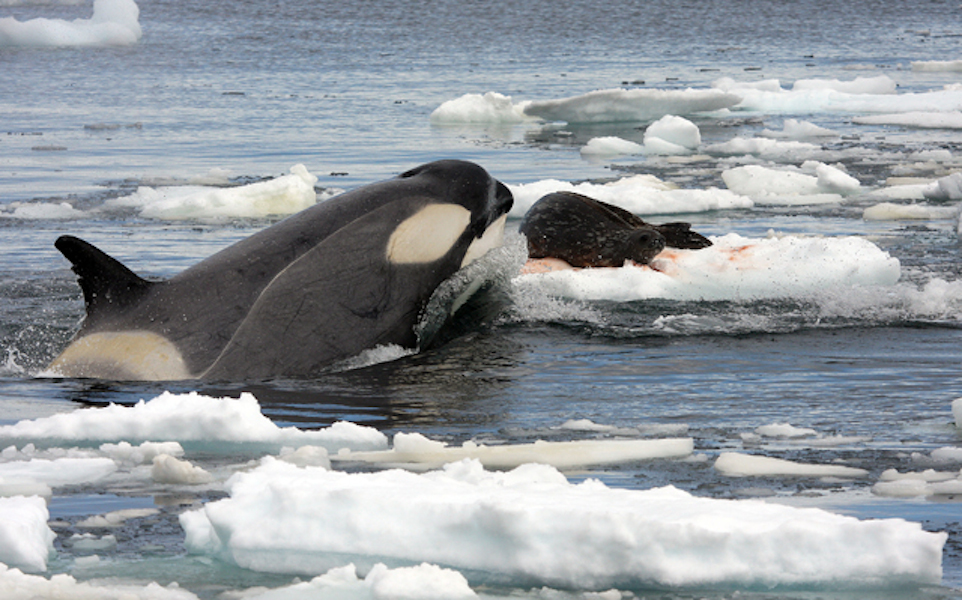
Späckhuggaren är artens största naturliga fiende, här tillsammans med en weddellsäl.

Artens största naturliga fiende är späckhuggaren (Orcinus orca). Den kan till och med förorsaka större sår hos vuxna hannar. Även större hajarter som den vita hajen (Carcharodon carcharias) dödar ibland mindre individer av sydlig sjöelefant. Ibland faller ungdjur offer för sjöleoparden.
En av sydliga sjöelefantens vanligaste parasiter är en art av djurlöss, Lepidophthirus macrorhini, som sätter sig fast vid stjärtfenan. I sjöelefantens hudvek hittas ofta musselkräftor men de utgör inga parasiter. En hakmask, Corynosoma bullosum, och en rundmask, Porrocaecum decipiens, har upptäckts i artens mag- tarmsystem. Maskarnas larver lever i notingar (Nototheniidae) som är vanliga byten för sjöelefanter.

## Taxonomi
Carl von Linné beskrev den sydliga sjöelefanten redan 1758 i tionde upplagan av verket Systema naturae och gav arten det vetenskapliga namnet Phoca leonina. Djuret var troligen tidigare känt för zoologer från Västvärlden. Juan Ignacio Molina ändrade 1782 namnet till Phoca elephantina. Han och andra naturforskare som François Péron, Anselme Gaëtan Desmarest och Henri Marie Ducrotay de Blainville beskrev fram till 1820 olika populationer från olika öar med de vetenskapliga namnen Phoca proboscidea, Phoca resima, Phoca coxii, Phoca ansonii och Phoca ansonina men senare upptäcktes att alla tillhör samma art. John Edward Gray etablerade 1825 släktnamnet Macrorhinus för en population sjöelefanter men namnet förklarades ogiltigt då det redan användes för ett släkte skalbaggar. Gray ändrade därför släktnamnet till Mirounga. Den förste som brukade det nu giltiga namnet för den sydliga sjöelefanten var Joel Asaph Allen 1905.
Släktet sjöelefanter (Mirounga) räknas till familjen öronlösa sälar. Positionen i familjen är omstridd. Till exempel etablerade King 1983 teorin att sjöelefanter och munksälar är nära släkt med varandra och att båda utgör en ursprunglig utvecklingslinje inom familjen. Bininda-Emonds och Russell hittade 1996 inget som bekräftade en nära släktskap mellan dessa två släkten. Däremot stöddes hypotesen att sjöelefanter är en gammal evolutionär gren av öronlösa sälar.
Släktnamnet Mirounga kommer från ett språk som talas av australiska aboriginer där "miouroung" är beteckningen för sjöelefant. Artepitet leonina kommer från det latinska ordet "leoninus" för "liknande ett lejon".

## Status

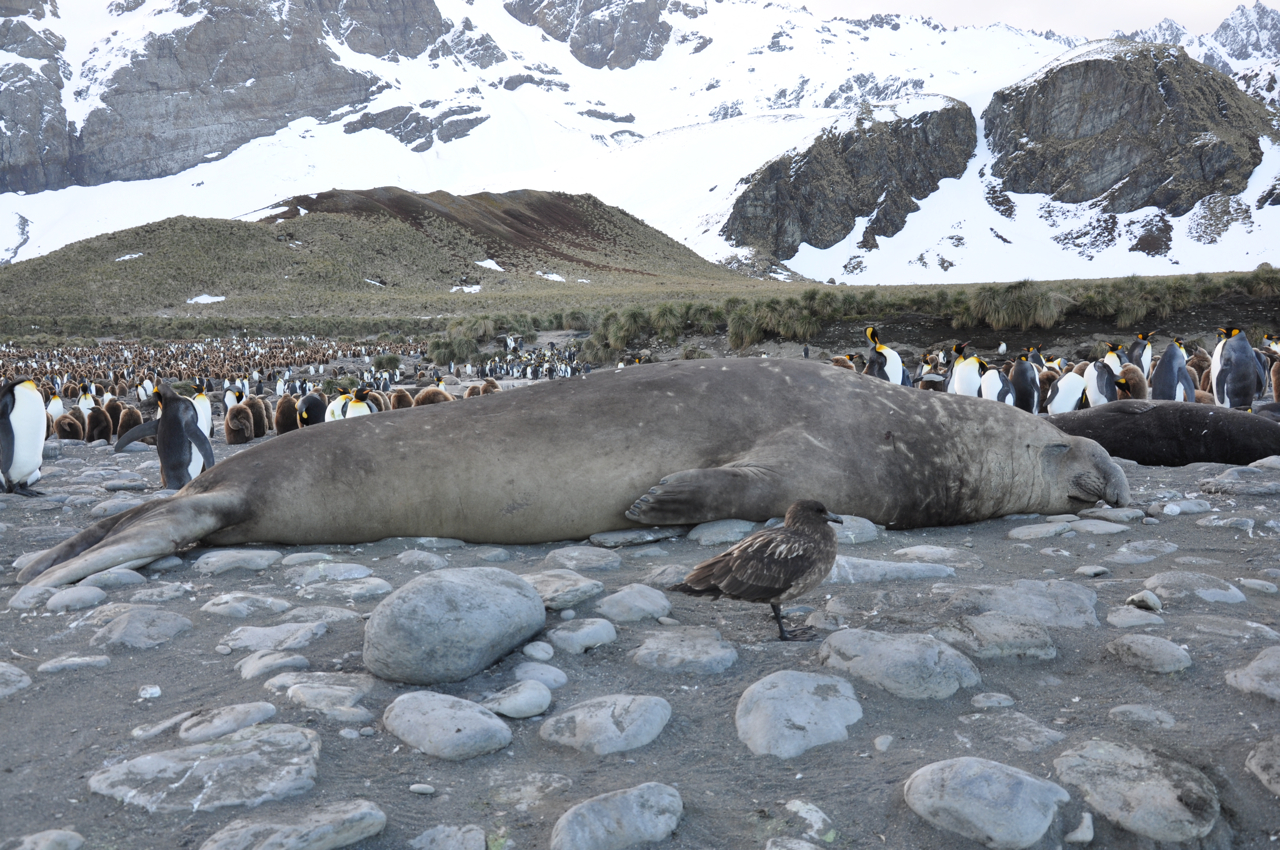
Hanne på Sydgeorgien, i bakgrunden en koloni pingviner.

Under 1800-talet var arten målet för omfattande säljakt men den blev inte lika hotad i beståndet som den nordliga sjöelefanten. Trots allt utrotades kolonierna på Tasmanien, King Island, Juan Fernández-öarna och på Sankta Helena. Omkring 1990 uppskattades hela beståndet med 650 000 individer och ungefär hälften av dem har sina kolonier på Sydgeorgien. I vissa regioner ökar populationen medan den vid andra ställen minskar. IUCN listar sydlig sjöelefant på grund av den jämförelsevis stora populationen och då arten har ett vidsträckt utbredningsområde som livskraftig (LC).